# 軸 (機械要素)

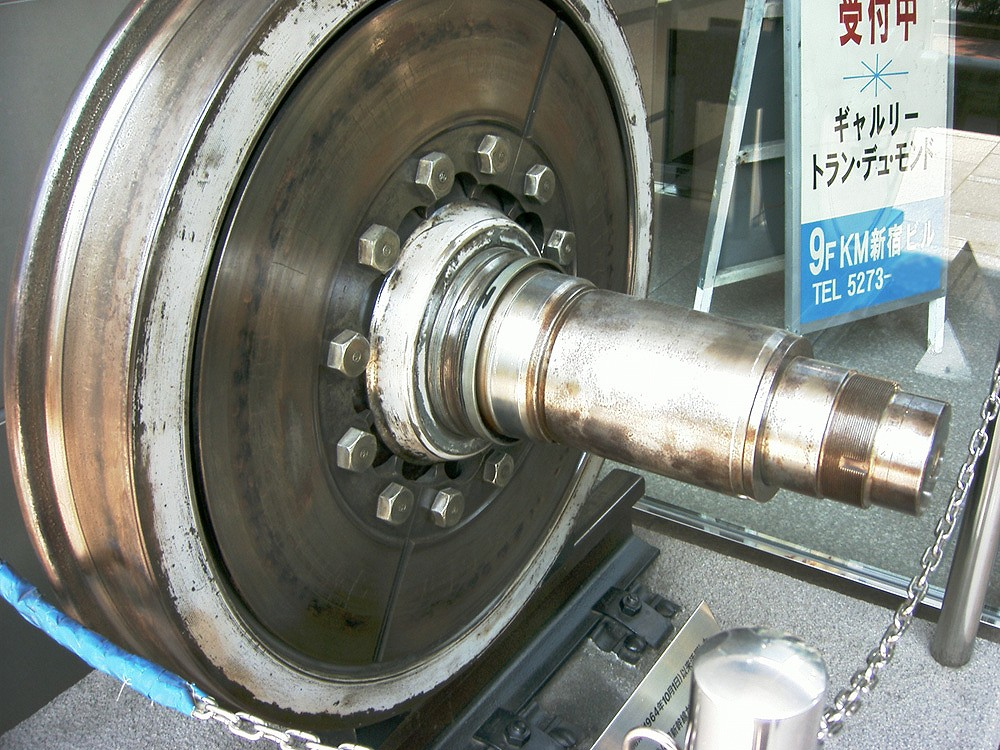
新幹線0系電車の車輪・車軸

軸（じく、英: axis）は、回転によって動力を伝える機械要素。動力の中心要素であるため比喩に使われることがある（→枢軸国など）。

## 種類
車軸  (Axle)
鉄道車両や自動車などの車輪用の軸。アクスル、または、スキュワ（Skewer）とも呼ばれる。
主軸 (Shaft)
一般機械に利用される軸。高い精度、高対磨耗。
プロペラ軸 (Propeller shaft)
動力源から仕事をする部分に動力を伝えるための軸。
クランク軸 (Crank shaft)
回転運動と往復運動の変換を行う軸。クランクを参照。

## 軸の力学

### トルクを受ける軸
モーターなどからの動力を受ける軸などがこれにあたる。
軸がもらう動力を P (W)、軸のトルクを T (Nm)、動力の回転数を n (rpm) とすると、
{\displaystyle P={\frac {2\pi nT}{60}}}
となる。
また、この軸の太さを決定するときの式を以下に示す。
{\displaystyle d\geq \left({\frac {16T}{\pi {\tau }_{a}}}\right)^{\frac {1}{3}}}
ここで、d は軸の直径、{\displaystyle \tau _{a}}は応力を表す。

### 曲げを受ける軸
車軸など、上に物を載せて軸で受けるような軸にはトルクが少なく曲げが作用する。このことから軸の太さは曲げの作用から求める。曲げモーメントをM（Nm）、許容曲げ応力を{\displaystyle \sigma _{a}}とするとき、以下の式で軸の太さを求められる。
{\displaystyle d\geq \left({\frac {32M}{\pi \sigma _{a}}}\right)^{\frac {1}{3}}}

### 歯車やベルト車のついた軸
歯車やベルト車がついた軸ではトルクと曲げモーメントが同時に発生する。この場合のトルクを{\displaystyle T_{e}}、曲げモーメントを{\displaystyle M_{e}}とすると、
{\displaystyle T_{e}={\sqrt {M^{2}+T^{2}}}}
{\displaystyle M_{e}={\frac {1}{2}}\left(M+{\sqrt {M^{2}+T^{2}}}\right)}
となる。